# Scinax haddadorum
Scinax haddadorum es una especie de anfibio anuro de la familia Hylidae.

## Distribución geográfica
Esta especie es endémica de Mato Grosso en Brasil. Se encuentra en Barra do Garças a 675 m sobre el nivel del mar.

## Descripción
Los machos miden de 29 a 35 mm. El holotipo macho mide 30 mm.

## Etimología
Esta especie lleva el nombre en honor a Célio Fernando Baptista Haddad y su familia.

## Publicación original
- Araujo-Vieira, Valdujo & Faivovich, 2016: A new species of Scinax Wagler (Anura: Hylidae) from Mato Grosso, Brazil. Zootaxa, n.º 4061(3), p. 261–273.[3]